# Pólko (szczyt)
Pólko (1248,5 m) – szczyt w Paśmie Policy, które w regionalizacji fizycznogeograficznej Polski według Jerzego Kondrackiego zaliczane jest do Beskidu Żywieckiego, w nowszej regionalizacji z 2018 roku do Beskidu Żywiecko-Orawskiego. Szczyt Pólko znajduje się między Kiczorką (1298 m, dawniej zwaną Cylem Hali Śmietanowej) a wierzchołkiem Brożki (1235 m).
Pólko to niewybitne wzniesienie w grani, całkowicie porośnięte lasem. Prowadzi przez niego główny, graniowy szlak Pasma Policy i granica między Zawoją w powiecie suskim i Zubrzycą Górną w powiecie nowotarskim.

## Szlaki turystyczne
Główny Szlak Beskidzki, odcinek: przełęcz Krowiarki – Syhlec – Głowniak – Piekielnicka – Brożki – Pólko – Kiczorka – Polica – Cupel – Jasna Grapa – Kocia Łapa – Kucałowa Przełęcz. Suma podejść 520 m, suma zejść 360 m, czas przejścia 2:45 godz., z powrotem 2:30 godz.